# Laevilitorina bennetti
Laevilitorina bennetti is een slakkensoort uit de familie van de Littorinidae. De wetenschappelijke naam van de soort is voor het eerst geldig gepubliceerd in 1916 door H.B. Preston.
De soort werd verzameld door A.G. Bennett in 1913-14. Hij trof ze aan op zeewier in de Straat van Bransfield tussen de Zuidelijke Shetlandeilanden en Grahamland, het noordelijke deel van het Antarctisch Schiereiland.